# 沙姆沙德·阿卜杜拉耶夫
沙姆沙德·马吉托维奇·阿卜杜拉耶夫（[Шамшад Маджитович Абдуллаев] 错误：{{Langx}}：參數 |links= 和 |link= 衝突（帮助）；1957年11月1日—2024年10月23日），是以俄语写作的乌兹别克诗人、作家和翻译家，費爾干納诗派的共同創辦人。
1991年至1995年間，阿卜杜拉耶夫担任塔什干诗歌杂志《东方之星》（Звезда Востока）的末任主编。第一本詩歌合輯《間隙》（The Gap）由俄罗斯圣彼得堡当地杂志《米京》（Митин）出版。阿卜杜拉耶夫憑藉該作取得1994年的安德烈·别雷奖。

## 生平
1957年11月1日，阿卜杜拉耶夫生于费尔干纳。费尔干纳时属乌兹别克苏维埃社会主义共和国。阿卜杜拉耶夫就讀费尔干纳的師範學校，於1979年取得俄罗斯文学的学位。

### 早年
1975年至1979年，阿卜杜拉耶夫就读费尔干纳的師範學校，主修俄罗斯文学。1990 年代初，苏联解体前夕，阿卜杜拉耶夫前往塔什干，在當地报社《东方之星》（Звезда Востока）工作。《東方之星》，由乌兹别克斯坦共产党於1932年创办，出版乌兹别克作家的文学作品。1991年，阿卜杜拉耶夫成为杂志诗歌專欄的主编。
1992年，阿卜杜拉耶夫出版了處女作《區間》（Промежуток）。阿卜杜拉耶夫的《區間》融合了现代主义與乌托邦、苏联與中亚神话，在乌兹别克、俄罗斯和后苏联國家取得广泛赞誉，展現獨樹一幟的中亚风格。
1994年，出版诗集《間隙》（The Gap），在俄语世界一举成名。
同年，阿卜杜拉耶夫获安德烈·别雷奖，成为首位获得俄罗斯最负盛名的非官方文学奖项的乌兹别克斯坦。
此举引起乌兹别克较传统的共产主义者及乌兹别克民族主义新興詩人的反對，攻擊阿卜杜拉耶夫以俄语寫作。1995年，阿卜杜拉耶夫因此被迫辞去《东方之星》主编一职。

### 海外认可
离开《东方之星》后，阿卜杜拉耶夫开始在乌兹别克境外出版诗歌，特别是俄罗斯。阿卜杜拉耶夫诗作发表在多家俄罗斯独立文学杂志上，如圣彼得堡的《米京》（Митин）、叶卡捷琳堡的《乌拉尔新报》。
1997年，阿卜杜拉耶夫自行出版诗集《慢夏》（медленное лето）。同年，阿卜杜拉耶夫亦出版俄芬文集《谁说》（Кто говорит），探讨了俄羅斯與芬蘭间的文化关系。1998年，阿卜杜拉耶夫憑此取得俄罗斯文学杂志《旗帜》的“旗帜杂志奖”（俄語：Премия журнала «Знамя» за эссеистику）。
2003年，阿卜杜拉耶夫出版了第四本诗集《固定表面》（Неподвижная поверхность）。
2015年，阿卜杜拉耶夫参加宾夕法尼亚大学举办的關於翻譯俄罗斯诗歌的研讨会「你的语言，我的耳」（Your Language My Ear）。除阿卜杜拉耶夫外，与會者還有几位重要的翻译家，如俄羅斯女詩人波利娜·巴尔斯科娃（Polina Barskova）、哲學家楚赫洛夫（Keti Chukhrov）、亞莉珊卓·佩特洛娃（Alexandra Petrova）、亚历山大·斯基丹（Aleksandr Skidan）。
2017年4月，阿卜杜拉耶夫在《文字無國界》上以俄語发表3首新诗。
2024年10月23日，阿卜杜拉耶夫因癌症去世，享年67岁。

## 费尔干纳詩派
阿卜杜拉耶夫是费尔干纳诗派的创辦人與代表诗人。诗派以阿卜杜拉耶夫的家乡费尔干纳为基地。1990年，阿卜杜拉耶夫与乌兹别克诗人哈米德·伊斯梅洛夫和哈姆達姆·扎基洛夫（Hamdam Zakirov）共同创办詩派。
费尔干纳詩派被認為是在後蘇聯時代重建新的烏茲別克文學，發明不同於後殖民性的新型主體性。

### 註腳
1. ↑  . World Literature Today.   [2020-02-04]. （原始内容存档于2020-02-04） （英语）.
2. ↑  Flynn, Moya; Kosmarskaya, Natalya; Sabirova, Guzel. . Europe-Asia Studies. November 2014, 66 (9): 1501–1524. S2CID 153602375. doi:10.1080/09668136.2014.957926.
3. 1 2  . persona.rin.ru.   [2020-02-04].
4. ↑  .   [2017-11-15]. （原始内容存档于2023-04-10）.
5. ↑  . heymancenter.org.   [2020-02-04]. （原始内容存档于2021-02-25）.
6. ↑  . www.litkarta.ru.   [2020-03-13]. （原始内容存档于2016-11-16）.
7. 1 2 3 4  . library.ferghana.ru.   [2020-03-04]. （原始内容存档于2005-10-22）.
8. 1 2  Platt, Kevin M. F. . Common Knowledge. 2018-09-25, 24 (3): 461–463. ISSN 1538-4578. S2CID 150080819. doi:10.1215/0961754X-6940478 （英语）.
9. 1 2  Mirovalev, Mansur. . Al Jazeera.   [2024-11-04] （英语）.
10. ↑  . web.sas.upenn.edu.   [2020-07-20]. （原始内容存档于2024-07-10）.
11. ↑  . web.sas.upenn.edu.   [2020-07-20]. （原始内容存档于2024-07-10）.
12. ↑  Abdullaev, Shamshad. . Words Without Borders. April 2017  [2020-02-04]. （原始内容存档于2021-09-19）.
13. ↑  . rus.ozodlik. 23 October 2024  [23 October 2024].
14. ↑  Korchagin, Kirill. . Russian Studies in Literature. 2017-10-02, 53 (3–4): 205–232. ISSN 1061-1975. S2CID 194904913. doi:10.1080/10611975.2017.1416533.
15. ↑  Lipovetsky, Mark (编). . . 2023: 354–374  [2024-11-04]. （原始内容存档于2024-09-07）.